# リオン湾
リオン湾（リオンわん、フランス語: Golfe du Lion、オック語:Golf del Leon、カタルーニャ語:Golf del Lleó）は、地中海の北西部に位置する湾であり、フランスの南東海岸に面している。沿岸部で最大の都市は、フランス第二の都市マルセイユである。
底引き網によるタラ漁が行われている。